# Оммеренвелд
Оммеренвелд (нід. Ommerenveld) — селище в нідерландській провінції Гелдерланд. Входить до муніципалітету Бюрен.